# Општина Закатлан (Пуебла)
Закатлан (шп. Zacatlán) општина је у Мексику у савезној држави Пуебла. Општина се налази на надморској висини од 2039 м.

## Становништво
Према подацима из 2010. у општини је живело 76296 становника.

### Хронологија
| Година       | 2000                  | 2005                  | 2010                  |
| ------------ | --------------------- | --------------------- | --------------------- |
| Становништво | 69698 (33629 / 36069) | 69833 (33286 / 36547) | 76296 (36133 / 40163) |

### Попис
| \| \| м \| \| \| ж \| \| 0—2 \| 2.440 \| \| \| 2.407 \| \| 3—5 \| 2.571 \| \| \| 2.477 \| \| 6—11 \| 5.117 \| \| \| 4.952 \| \| 12—14 \| 2.441 \| \| \| 2.403 \| \| 15—17 \| 2.581 \| \| \| 2.643 \| \| 18—24 \| 4.748 \| \| \| 5.352 \| \| 60+ \| 2.898 \| \| \| 3.888 \| \| Просек : \| 26,7 \| \| \| 28,6 \| |       |  |  |       |
| |       |  |  |       |
| | м     |  |  | ж     |
| 0—2 | 2.440 |  |  | 2.407 |
| 3—5 | 2.571 |  |  | 2.477 |
| 6—11 | 5.117 |  |  | 4.952 |
| 12—14 | 2.441 |  |  | 2.403 |
| 15—17 | 2.581 |  |  | 2.643 |
| 18—24 | 4.748 |  |  | 5.352 |
| 60+ | 2.898 |  |  | 3.888 |
| Просек : | 26,7  |  |  | 28,6  |

| #   | Индикатор                                                                                        | Вредност |
| --- | ------------------------------------------------------------------------------------------------ | -------- |
| 1   | Становништво од 0 до 2 године                                                                    | 4847     |
| 2   | Мушко становништво од 0 до 2 године                                                              | 2440     |
| 3   | Женско становништво од 0 до 2 године                                                             | 2407     |
| 4   | Становништво са 3 и више година                                                                  | 71046    |
| 5   | Мушко становништво са 3 и више година                                                            | 33494    |
| 6   | Женско становништво са 3 и више година                                                           | 37552    |
| 7   | Становништво са 5 и више година                                                                  | 67669    |
| 8   | Мушко становништво са 5 и више година                                                            | 31771    |
| 9   | Женско становништво са 5 и више година                                                           | 35898    |
| 10  | Становништво са 12 и више година                                                                 | 55929    |
| 11  | Мушко становништво са 12 и више година                                                           | 25806    |
| 12  | Женско становништво са 12 и више година                                                          | 30123    |
| 13  | Становништво са 15 и више година                                                                 | 51085    |
| 14  | Мушко становништво са 15 и више година                                                           | 23365    |
| 15  | Женско становништво са 15 и више година                                                          | 27720    |
| 16  | Становништво са 18 и више година                                                                 | 45861    |
| 17  | Мушко становништво са 18 и више година                                                           | 20784    |
| 18  | Женско становништво са 18 и више година                                                          | 25077    |
| 19  | Становништво од 3 до 5 година                                                                    | 5048     |
| 20  | Мушко становништво од 3 до 5 година                                                              | 2571     |
| 21  | Женско становништво од 3 до 5 година                                                             | 2477     |
| 22  | Становништво од 6 до 11 година                                                                   | 10069    |
| 23  | Мушко становништво од 6 до 11 година                                                             | 5117     |
| 24  | Женско становништво од 6 до 11 година                                                            | 4952     |
| 25  | Становништво од 8 до 14 година                                                                   | 11510    |
| 26  | Мушко становништво од 8 до 14 година                                                             | 5839     |
| 27  | Женско становништво од 8 до 14 година                                                            | 5671     |
| 28  | Становништво од 12 до 14 година                                                                  | 4844     |
| 29  | Мушко становништво од 12 до 14 година                                                            | 2441     |
| 30  | Женско становништво од 12 до 14 година                                                           | 2403     |
| 31  | Становништво од 15 до 17 година                                                                  | 5224     |
| 32  | Мушко становништво од 15 до 17 година                                                            | 2581     |
| 33  | Женско становништво од 15 до 17 година                                                           | 2643     |
| 34  | Становништво од 18 до 24 године                                                                  | 10100    |
| 35  | Мушко становништво од 18 до 24 године                                                            | 4748     |
| 36  | Женско становништво од 18 до 24 године                                                           | 5352     |
| 37  | Женско становништво од 15 до 49 година                                                           | 20939    |
| 38  | Становништво са 60 и више година                                                                 | 6786     |
| 39  | Мушко становништво са 60 и више година                                                           | 2898     |
| 40  | Женско становништво са 60 и више година                                                          | 3888     |
| 41  | Однос између мушкараца и жена                                                                    | 89.97    |
| 42  | Становништво од нуле до 14 година                                                                | 24808    |
| 43  | Становништво од 15 до 64 године                                                                  | 46241    |
| 44  | Становништво од 65 година и више                                                                 | 4844     |
| 45  | Просечан број деце                                                                               | 2.69     |
| 46  | Становништво рођено у ентитету                                                                   | 69851    |
| 47  | Мушко становништво рођено у ентитету                                                             | 33356    |
| 48  | Женско становништво рођено у ентитету                                                            | 36495    |
| 49  | Становништво рођено у другом ентитету                                                            | 5791     |
| 50  | Мушко становништво рођено у другом ентитету                                                      | 2458     |
| 51  | Женско становништво рођено у другом ентитету                                                     | 3333     |
| 52  | Становништво од 5 година и више резидентно у ентитету у јуну 2005. године                        | 64543    |
| 53  | Мушко становништво старосног доба од 5 година и више, резидентно у ентитету у јуну 2005. године  | 30115    |
| 54  | Женско становништво старосног доба од 5 и више година, резидентно у ентитету у јуну 2005. године | 34428    |
| 55  | Становништво од 5 година и више које је живело у другом ентитету у јуну 2005. године             | 2411     |
| 56  | Мушко становништво старије од 5 година које је живело у другом ентитету у јуну 2005. године      | 1180     |
| 57  | Женско становништво старије од 5 година које је живело у другом ентитету у јуну 2005. године     | 1231     |
| 58  | Становништво од 3 године и више које говори аутохтони језик                                      | 8325     |
| 59  | Мушко становништво старо 3 године и више које говори аутохтони језик                             | 3694     |
| 60  | Женско становништво старо 3 године и више које говори аутохтони језик                            | 4631     |
| 61  | Становништво од 3 године и више које говори аутохтони језик и не говори шпански језик            | 450      |
| 62  | Мушко становништво старо 3 године и више које говори аутохтони језик и не говори шпански         | 107      |
| 63  | Женско становништво старо 3 године и више које говори аутохтони језик и не говори шпански језик  | 343      |
| 64  | Становништво старо 3 године и више које говори аутохтони језик и шпански                         | 7538     |
| 65  | Мушко становништво старо 3 године и више које говори аутохтони језик и шпански                   | 3439     |
| 66  | Женско становништво старо 3 године и више које говори аутохтони језик и шпански                  | 4099     |
| 67  | Становништво од 5 година и више које говори аутохтони језик                                      | 8168     |
| 68  | Становништво од 5 година и више које говори аутохтони језик и не говори шпански језик            | 426      |
| 69  | Становништво од 5 година и више које говори аутохтони језик и говори шпански језик               | 7410     |
| 70  | Становништво у домородачким домаћинствима                                                        | 14695    |
| 71  | Становништво са ограничењима у активностима                                                      | 2824     |
| 72  | Становништво са ограниченим ходањем или кретањем, горе или доле                                  | 1434     |
| 73  | Становници са ограничењима вида, чак и уз кориштење сочива                                       | 738      |
| 74  | Становништво са ограничењима говора, комуникације или конверзације                               | 339      |
| 75  | Становништво са ограниченим слухом                                                               | 342      |
| 76  | Становништво са ограничењима при одевању, купању или јелу                                        | 143      |
| 77  | Становништво са ограничењима у опажању или учењу једноставних ствари                             | 145      |
| 78  | Становништво са менталним ограничењима                                                           | 284      |
| 79  | Становништво без ограничења активности                                                           | 72609    |
| 80  | Становништво од 3 до 5 година које не похађа школу                                               | 1838     |
| 81  | Мушко становништво од 3 до 5 година које не похађа школу                                         | 948      |
| 82  | Женско становништво од 3 до 5 година које не похађа школу                                        | 890      |
| 83  | Становништво од 6 до 11 година које не похађа школу                                              | 253      |
| 84  | Мушко становништво од 6 до 11 година које не похађа школу                                        | 126      |
| 85  | Женско становништво од 6 до 11 година које не похађа школу                                       | 127      |
| 86  | Становништво од 12 до 14 година које не похађа школу                                             | 341      |
| 87  | Мушко становништво од 12 до 14 година које не похађа школу                                       | 209      |
| 88  | Женско становништво од 12 до 14 година које не похађа школу                                      | 132      |
| 89  | Становништво од 15 до 17 година похађа школу                                                     | 3853     |
| 90  | Мушко становништво од 15 до 17 година похађа школу                                               | 1844     |
| 91  | Женско становништво између 15 и 17 година живота у школи                                         | 2009     |
| 92  | Становништво од 18 до 24 године похађа школу                                                     | 3007     |
| 93  | Мушко становништво од 18 до 24 године похађа школу                                               | 1373     |
| 94  | Женско становништво од 18 до 24 године похађа школу                                              | 1634     |
| 95  | Становништво од 8 до 14 година које не може да чита и пише                                       | 473      |
| 96  | Мушко становништво старосног доба од 8 до 14 година које не може да чита и пише                  | 281      |
| 97  | Женско становништво старосног доби од 8 до 14 година које не може да чита и пише                 | 192      |
| 98  | Становништво од 15 година и више које је неписмено                                               | 6308     |
| 99  | Мушко становништво од 15 година и више које је неписмено                                         | 2307     |
| 100 | Женско становништво од 15 година и више које је неписмено                                        | 4001     |
| 101 | Становништво старо 15 и више година без школовања                                                | 5690     |
| 102 | Мушко становништво старо 15 и више година без школовања                                          | 2044     |
| 103 | Женско становништво старо 15 и више година без школовања                                         | 3646     |
| 104 | Становништво старосног доба 15 и више година са непотпуним основним образовањем                  | 8013     |
| 105 | Мушко становништво старосног доба од 15 година и више са непотпуном основним образовањем         | 3863     |
| 106 | Женско становништво старосног доба 15 и више година са непотпуном основним образовањем           | 4150     |
| 107 | Становништво старо 15 и више година са комплетним основним образовањем                           | 8813     |
| 108 | Мушко становништво старо 15 година и више са комплетним основним образовањем                     | 4111     |
| 109 | Женско становништво старо 15 и више година са комплетним основним образовањем                    | 4702     |
| 110 | Становништво старосног доба 15 и више година са непотпуним средњим образовањем                   | 2448     |
| 111 | Мушко становништво старосног доба од 15 година и више са непотпуним средњим образовањем          | 1271     |
| 112 | Женско становништво старосног доба од 15 година и више са непотпуним средњим образовањем         | 1177     |
| 113 | Становништво старо 15 и више година са пуним секундарном образовањем                             | 10731    |
| 114 | Мушко становништво старосног доба од 15 година и више са пуним секундарном образовањем           | 5287     |
| 115 | Женско становништво старосног доба од 15 година и више са пуним секундарном образовањем          | 5444     |
| 116 | Становништво старије од 18 година са постосновним образовањем                                    | 13477    |
| 117 | Мушко становништво старије од 18 година са постосновним образовањем                              | 5991     |
| 118 | Женско становништво старије од 18 година са постосновним образовањем                             | 7486     |
| 119 | Просечна оцена школовања                                                                         | 7.71     |
| 120 | Просечан ниво образовања мушке популације                                                        | 7.82     |
| 121 | Просечан ниво образовања женског становништва                                                    | 7.61     |
| 122 | Економски активно становништво                                                                   | 28589    |
| 123 | Економски активна мушка популација                                                               | 19256    |
| 124 | Економски активна женска популација                                                              | 9333     |
| 125 | Становништво које није економски активно                                                         | 27103    |
| 126 | Мушко становништво које није економски активно                                                   | 6418     |
| 127 | Женско становништво које није економски активно                                                  | 20685    |
| 128 | Запослено становништво                                                                           | 27616    |
| 129 | Запослено мушко становништво                                                                     | 18445    |
| 130 | Запослено женско становништво                                                                    | 9171     |
| 131 | Незапослена популација                                                                           | 973      |
| 132 | Незапослена мушка популација                                                                     | 811      |
| 133 | Незапослена женска популација                                                                    | 162      |
| 134 | Становништво без права на здравствене услуге                                                     | 30977    |
| 135 | Становништво које има право на здравствене услуге                                                | 44802    |
| 136 | Становништво које има право на ИМСС                                                              | 5421     |
| 137 | Становништво које има право на социјално осигурање                                               | 3414     |
| 138 | Становништво које има право на државно социјално осигурање                                       | 3726     |
| 139 | Становништво које има право на опште осигурање или здравствено осигурање за нову генерацију      | 31619    |
| 140 | Становништво које је било једном или није било у браку током 12 година и више                    | 20589    |
| 141 | Венчано или уједињено становништво од 12 година и више                                           | 29745    |
| 142 | Становништво које је било у браку или уједињено 12 година и више                                 | 5533     |
| 143 | Становништво са католичком религијом                                                             | 69277    |
| 144 | Протестанти, еванђелисти и библијски следбеници различити од еванђелиста                         | 4955     |
| 145 | Становништво са другим религијама различитим од претходних                                       | 71       |
| 146 | Становништво без религије                                                                        | 1118     |
| 147 | Укупно пописаних домаћинства                                                                     | 18266    |
| 148 | Пописна домаћинства на челу са мушкарцима                                                        | 12998    |
| 149 | Пописна домаћинства на челу са женама                                                            | 5268     |
| 150 | Становништво у пописним домаћинствима                                                            | 75801    |
| 151 | Становништво у пописним домаћинствима на челу са мушкарцима                                      | 57323    |
| 152 | Становништво у пописним домаћинствима на челу са женама                                          | 18478    |
| 153 | Укупно домаћинстава                                                                              | 22981    |
| 154 | Укупно насељених домаћинстава                                                                    | 18394    |
| 155 | Укупно приватних кућа                                                                            | 22853    |
| 156 | Насељени приватни домови                                                                         | 18266    |
| 157 | Укупно насељених приватних кућа                                                                  | 18393    |
| 158 | Ненасељене приватне куће                                                                         | 2533     |
| 159 | Појединачна домаћинства за привремену употребу                                                   | 2054     |
| 160 | Становници у насељеним приватним кућама                                                          | 75801    |
| 161 | Насељеност станара у приватним становима                                                         | 4.15     |
| 162 | Просечно становника по соби у приватним насељеним домаћинствима                                  | 1.23     |
| 163 | Појединачна домаћинства са подовима од различитих материјала од земље                            | 15084    |
| 164 | Појединачна домаћинства у приземљу                                                               | 3101     |
| 165 | Појединачна домаћинства са једном спаваћом собом                                                 | 8175     |
| 166 | Појединачна домаћинства са две спаваће собе и више                                               | 10038    |
| 167 | Појединачна домаћинства са једним собом                                                          | 1385     |
| 168 | Појединачна домаћинства са две собе                                                              | 4556     |
| 169 | Појединачна домаћинства са 3 собе и више                                                         | 12254    |
| 170 | Појединачна домаћинства која имају електрично светло                                             | 17762    |
| 171 | Појединачна домаћинства која немају електрично светло                                            | 450      |
| 172 | Појединачна домаћинства која имају водоводну воду у стамбеном простору                           | 16020    |
| 173 | Појединачна домаћинства која немају водоводну воду у стамбеном простору                          | 2173     |
| 174 | Појединачна домаћинства која имају тоалет                                                        | 17526    |
| 175 | Појединачна домаћинства која имају канализацију                                                  | 14356    |
| 176 | Појединачна домаћинства која немају канализацију                                                 | 3830     |
| 177 | Појединачна домаћинства која имају електрично светло, довод воде из јавне мреже и канализацију   | 13206    |
| 178 | Појединачна домаћинства без икаквих услова                                                       | 862      |
| 179 | Појединачна домаћинства која имају радио                                                         | 13687    |
| 180 | Појединачна домаћинства која имају телевизор                                                     | 16089    |
| 181 | Појединачна домаћинства која имају фрижидер                                                      | 9268     |
| 182 | Појединачна домаћинства која имају машину за веш                                                 | 6828     |
| 183 | Појединачна домаћинства која имају аутомобил или комби                                           | 5762     |
| 184 | Појединачна домаћинства која имају рачунар                                                       | 2839     |
| 185 | Појединачна домаћинства која имају фиксну телефонску линију                                      | 4535     |
| 186 | Појединачна домаћинства која имају мобилни телефон                                               | 9173     |
| 187 | Појединачна домаћинства која имају приступ интернету                                             | 1758     |